# Saint-Denis-de-Palin
Saint-Denis-de-Palin é uma comuna francesa na região administrativa do Centro, no departamento Cher. Estende-se por uma área de 31,17 km². Em 2010 a comuna tinha 302 habitantes (densidade: 9,7 hab./km²).